# گایوس لیسینیوس موسیانوس
گایوس لیسینیوس موسیانوس (انگلیسی: Gaius Licinius Mucianus; ۱ ژانویهٔ ۰۱۰۰ – ۱ ژانویهٔ ۰۱۰۰) نویسنده، سیاستمدار، مورخ، و پرسنل نظامی اهل روم باستان بود. او نقشی در پشت پرده در بالا بردن امپراتور رومی وسپاسیان به تاج و تخت بازی کرده‌است.